# Eremias vermiculata
Eremias vermiculata este o specie de șopârle din genul Eremias, familia Lacertidae, ordinul Squamata, descrisă de Blanford 1875. Conform Catalogue of Life specia Eremias vermiculata nu are subspecii cunoscute.